# Lotta ai II Giochi del Mediterraneo
I tornei di lotta ai II Giochi del Mediterraneo si sono svolti dal 17 al 19 luglio 1955 a Barcellona, in Spagna.
Il programma ha previsto unicamente tornei greco-romana maschile in 8 categorie di peso.

## Partecipanti
Hanno partecipato alla competizione 60 lottatori provenienti da otto differenti nazioni.
- Egitto
- Francia
- Grecia
- Italia
- Libano
- Siria
- Spagna
- Turchia

## Podi

### Lotta greco-romana
| Evento | Oro                | Argento               | Bronzo                      |
| 52 kg  | Ahmet Bilek        | Osman El-Sayed        | Ahmad Nahle                 |
| 57 kg  | Mustafa Dağıstanlı | Zakaria Chihab        | Ibrahim Ahmed Abdelatif     |
| 62 kg  | Rıza Doğan         | Umberto Trippa        | Elie Naasan                 |
| 67 kg  | Roger Bielle       | Bruno Granayola       | Tevfik Yüce                 |
| 73 kg  | Giuseppe Pirazzoli | Jean-Baptiste Leclerc | Jeorjos Petmezas            |
| 79 kg  | Bekir Büke         | Adel Ibrahim Moustafa | Osvaldo Riva                |
| 87 kg  | Süleyman Baştimur  | Adelmo Bulgarelli     | Mohamed Mahmoud El-Sharkawy |
| +87 kg | Hamit Kaplan       | Giuseppe Marcucci     | Mohamed Amir Helal          |

## Medagliere
| Posizione | Paese   | Oro | Argento | Bronzo | Totale |
| --------- | ------- | --- | ------- | ------ | ------ |
| 1         | Turchia | 6   | 0       | 1      | 7      |
| 2         | Italia  | 1   | 4       | 1      | 6      |
| 3         | Francia | 1   | 1       | 0      | 2      |
| 4         | Egitto  | 0   | 2       | 3      | 5      |
| 5         | Libano  | 0   | 1       | 2      | 3      |
| 6         | Grecia  | 0   | 0       | 1      | 1      |
| Totale    | Totale  | 8   | 8       | 8      | 24     |

## Classifica a squadre
| Class. | Nazione | Lottatori | Punti |
| ------ | ------- | --- | ----- |
| 1      | Turchia | Ahmed Bilek Mustafa Dağıstanlı Riza Dogan Tevfik Yuce Bekir Buke Sueleyman Bastimur Hamit Kaplan | 43    |
| 2      | Italia  | Ignazio Lombardini Gilberto Gramellini Umberto Trippa Bruno Granayola Giuseppe Pirazzoli Osvaldo Riva Adelmo Bulgarelli Giuseppe Marcucci                                                                                              | 31    |
| 3      | Egitto  | Mohamed Sayed Osman Ibraheam Ahmed Abdel Latef Mustafa Hamid Mansur Kamil Husajn Mohamed Badr Abdel Ibraheam Mustafa Mohamed Mahmoud El-Sharkawy Mohamed Amir Helal                                                                    | 30    |
| 4      | Francia | René Aurine Robert Bayer Roger Bielle Tenri Cecchenettani Mauroce Faure Laurent Garcia Serge Laroche Jean-Baptiste Leclerc Roger Mathey Anoino Merle Robert Mether Marcel Monier G.Tatas Seguin Pandolio Andre Verdaine Gilbert Voynet | 24    |
| 5      | Libano  | Ahmad Nahle Zakaria Chebab Elie Naasan Yacoub Romanos Ibrahim El-Warki | 10    |
| 6      | Spagna  | Vicente Robeldo Díaz Ernesto Balaguer Sutra Ángel Fernández Jiménez Francisco Sampere Alos Joaquín Mateo Lozanno Joaquín Miret Mestres José María Puig Grau Antonio Balaguer Mart                                                      | 9     |
| 7      | Grecia  | Panayotis Arcoudas Antonios Georgoulis Anastase Moissidis Sptiris Panatotopoulos Georgios Petmezas Nicoas Simantiras | 7     |
| 8      | Siria   | Jawad Abdul Karabani Muhamed Dib Alsas Abdul Aziz Ajouz | 6     |